# Kvarnvik
Kvarnvik is een plaats in de gemeente Åtvidaberg in het landschap Östergötland en de provincie Östergötlands län in Zweden. De plaats heeft 83 inwoners (2005) en een oppervlakte van 27 hectare.